# Oasis (album de J Balvin et Bad Bunny)
 (avril 2020).
Si vous disposez d'ouvrages ou d'articles de référence ou si vous connaissez des sites web de qualité traitant du thème abordé ici, merci de compléter l'article en donnant les références utiles à sa vérifiabilité et en les liant à la section « Notes et références ».
 (avril 2020).
Le contenu est difficilement compréhensible vu les erreurs de traduction, qui sont peut-être dues à l'utilisation d'un logiciel de traduction automatique.
Pour les articles homonymes, voir Oasis (homonymie).
Albums par J. Balvin
Vibras
(2018) Colores
(2020)
Albums par Bad Bunny
X 100pre
(2018) YHLQMDLG
(2020)
Singles
1. Qué Pretendes
Sortie : 28 juin 2019
2. La Canción
Sortie : 2 août 2019
3. Yo Le Llego
Sortie : 9 août 2019
4. Cuidao por Ahí
Sortie : 23 août 2019

Oasis est le premier album studio du chanteur colombien J. Balvin et portoricain Bad Bunny sorti le 28 juin 2019, il s'agit aussi du 6e album de J. Balvin et du 2e album studio de Bad Bunny, ces 2 chanteurs avaient déjà collaboré I Like It de Cardi B.

## Récompenses
| Publication   | Récompense                         | Position |
| ------------- | ---------------------------------- | -------- |
| Billboard     | Billboard's 50 Best Albums of 2019 | 10       |
| Rolling Stone | Best Latin Album of 2019           | 33       |

## Liste des pistes
| 1.    | Mojaita                              | - Benito Martinez - José Osorio - Eladio Carrion III - Alejandro Ramírez                                               | Sky                            | 3:07 |
| 2.    | Yo Le Llego                          | - Martinez - Osorio - Alberto Melendez - Marco Masís                                                                   | - Albert Hype - Tainy          | 4:09 |
| 3.    | Cuidao por Ahí                       | - Martinez - Osorio - Masís - Jesús Nieves                                                                             | Tainy                          | 3:18 |
| 4.    | Qué Pretendes                        | - Martinez - Osorio - Ramírez - Daniel Taborda                                                                         | Sky                            | 3:42 |
| 5.    | La Canción                           | - Martinez - Osorio - Jose Arroyo - Gilbert Rodriguez - Ramírez                                                        | Nicael Arroyo                  | 4:02 |
| 6.    | Un Peso (featuring Marciano Cantero) | - Martinez - Osorio - Masís - Ramírez - Horacio Cantero                                                                | Tainy                          | 4:37 |
| 7.    | Odio                                 | - Martinez - Osorio - Ramírez - Luián Malavé - Hector Ramos - Edgar Semper-Vargas - Xavier Semper-Vargas - Jhay Cortez | - Sky - DJ Luian - Mambo Kingz | 4:30 |
| 8.    | Como un Bebé (featuring Mr Eazi)     | - Martinez - Osorio - Oluwatosin Ajibade - Okiemute Oniko - Uzezi Oniko - Cortez - Masís - Ramírez - Pablo Díaz-Reixa  | Legendury Beatz                | 3:38 |
| 28:52 |                                      | |                                |      |

## Charts
| Classement (2019)                  | Meilleure position |
| ---------------------------------- | ------------------ |
| Belgique (Flandre Ultratop)        | 129                |
| Belgique (Wallonie Ultratop)       | 126                |
| Canada (Canadian Albums)           | 37                 |
| Pays-Bas (Mega Album Top 100)      | 17                 |
| France (SNEP)                      | 95                 |
| Italie (FIMI)                      | 34                 |
| Lituanie (Agata)                   | 45                 |
| Norvège (VG-lista)                 | 30                 |
| Espagne (Promusicae)               | 60                 |
| Suède (Sverigetopplistan)          | 25                 |
| Suisse (Schweizer Hitparade)       | 22                 |
| États-Unis (Billboard 200)         | 9                  |
| États-Unis (Rolling Stone Top 200) | 7                  |

| Chart (2019)               | Position |
| -------------------------- | -------- |
| États-Unis (Billboard 200) | 195      |

## Certifications
| Région | Certification   | Ventes/Streams |
| --- | --------------- | -------------- |
| États-Unis (RIAA) | Platine (Latin) | 60 000^        |
| *Ventes selon la certification ^Mise en rayon selon la certification xNon précisé par la certification ‡ventes/streaming selon la certification |                 |                |